# Xai-Xai
A cidade de Xai-Xai ou Xai Xai é a capital da província de Gaza em Moçambique. A povoação foi fundada em 1897 com o nome de Chai-Chai, sendo elevada a vila em 1911. Em 1922 passou a designar-se como Vila Nova de Gaza para logo em 1928 mudar o nome para Vila de João Belo, em homenagem a um antigo administrador. A vila foi elevada a cidade em 1961, para depois da independência nacional voltar ao nome original, desta vez com a grafia Xai-Xai.

## Geografia
Está situada no vale do rio Limpopo, sendo banhada por este rio alguns quilómetros a montante da sua foz. Dista 224 km, a nordeste, de Maputo.
De acordo com o censo da população de 2017, tem uma população de 141 963, um aumento de 25 620 (22,02%) em relação aos 116 343 habitantes registados em 2007.
| Dados climáticos para Xai-Xai | Dados climáticos para Xai-Xai | Dados climáticos para Xai-Xai | Dados climáticos para Xai-Xai | Dados climáticos para Xai-Xai | Dados climáticos para Xai-Xai | Dados climáticos para Xai-Xai | Dados climáticos para Xai-Xai | Dados climáticos para Xai-Xai | Dados climáticos para Xai-Xai | Dados climáticos para Xai-Xai | Dados climáticos para Xai-Xai | Dados climáticos para Xai-Xai | Dados climáticos para Xai-Xai |
| Mês                           | Jan                           | Fev                           | Mar                           | Abr                           | Mai                           | Jun                           | Jul                           | Ago                           | Set                           | Out                           | Nov                           | Dez                           | Ano                           |
| ----------------------------- | ----------------------------- | ----------------------------- | ----------------------------- | ----------------------------- | ----------------------------- | ----------------------------- | ----------------------------- | ----------------------------- | ----------------------------- | ----------------------------- | ----------------------------- | ----------------------------- | ----------------------------- |
| Média alta °C (°F)            | 31.2 (88.2)                   | 30.9 (87.6)                   | 30.2 (86.4)                   | 28.9 (84)                     | 27 (81)                       | 25 (77)                       | 24.9 (76.8)                   | 26.3 (79.3)                   | 27.7 (81.9)                   | 29.1 (84.4)                   | 30 (86)                       | 30.9 (87.6)                   | 28.51 (83.35)                 |
| Média diária °C (°F)          | 26.5 (79.7)                   | 26.4 (79.5)                   | 25.6 (78.1)                   | 23.6 (74.5)                   | 21.2 (70.2)                   | 18.8 (65.8)                   | 18.5 (65.3)                   | 20.0 (68)                     | 21.7 (71.1)                   | 23.4 (74.1)                   | 24.7 (76.5)                   | 25.9 (78.6)                   | 23.02 (73.45)                 |
| Média baixa °C (°F)           | 21.7 (71.1)                   | 21.9 (71.4)                   | 20.9 (69.6)                   | 18.4 (65.1)                   | 15.3 (59.5)                   | 12.6 (54.7)                   | 12.1 (53.8)                   | 13.6 (56.5)                   | 15.7 (60.3)                   | 17.6 (63.7)                   | 19.4 (66.9)                   | 20.8 (69.4)                   | 17.5 (63.5)                   |
| Média precipitação mm (pol.)  | 134.7 (5.303)                 | 131.9 (5.193)                 | 104.5 (4.114)                 | 99.0 (3.898)                  | 89.0 (3.504)                  | 63.9 (2.516)                  | 49.6 (1.953)                  | 32.8 (1.291)                  | 33.6 (1.323)                  | 66.3 (2.61)                   | 71.6 (2.819)                  | 123.2 (4.85)                  | 1 000,1 (39,374)              |
| Fonte: World Climate          |                               |                               |                               |                               |                               |                               |                               |                               |                               |                               |                               |                               |                               |

## Economia
Xai-Xai tem um perfil económico baseado em atividades pesqueiras, extrativas e turísticas; esta última atividade se deve à característica de destino turístico das suas praias. A praia do Xai-Xai, que se encontra ligada ao centro da cidade por 10 km de estrada asfaltada, é a que possui mais infraestruturas, mas as de Xongoene, a norte e de Zongoene, a sul são igualmente procuradas.

## Política e governo
A cidade é, administrativamente, um município com um governo local eleito e dirigido por um Presidente do Conselho Municipal; e é também, desde Dezembro de 2013, um distrito, uma unidade local do governo central, dirigido por um administrador. O município do Xai-Xai teve os seguintes presidentes eleitos:
| Ano de eleição | Presidente do Conselho Municipal | Partido |
| -------------- | -------------------------------- | ------- |
| 1998           | Faquir Bay Nalagi                | Frelimo |
| 2003           | Isidro A. Assane                 | Frelimo |
| 2008           | Rita Muianga                     | Frelimo |
| 2013           | Ernesto Daniel Chambisse         | Frelimo |
| 2018           | Emídio Xavier                    | Frelimo |

## Infraestrutura

### Transportes
A cidade é cortada pela Estrada Nacional n.º 1, via que a liga às vilas de Chicumbane e Chissano, ao sudoeste, e à vila de Chongoene, ao norte.
A noroeste da cidade fica a Ponte de Xai-Xai, construída em 1964 sobre o Rio Limpopo, com projeto de Edgar Cardoso.

### Educação
A cidade possui uma densa conurbação com Chongoene, sendo inclusive sede de alguns serviços importantes para a capital, como o campus da Universidade Save.